# Hästkraft

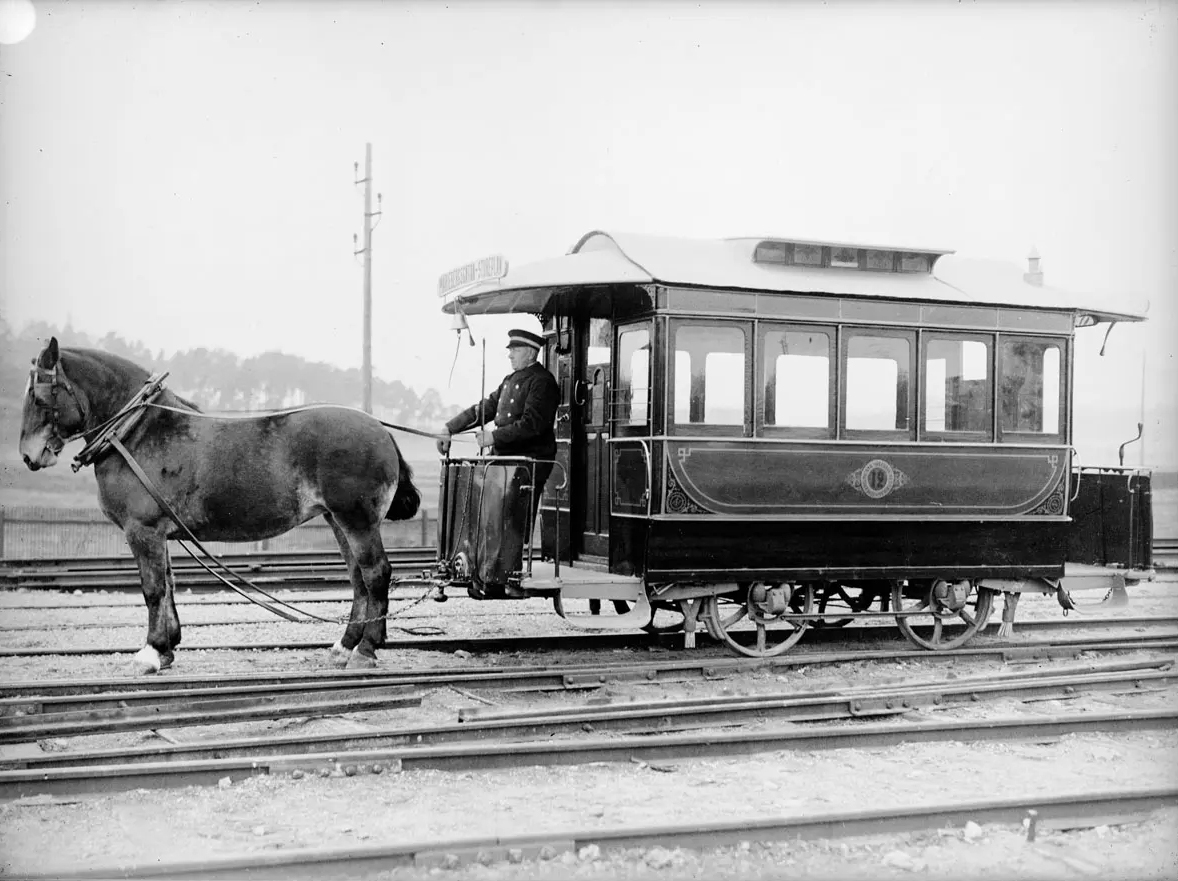
Hästspårväg i Stockholm år 1877.

Hästkraft, hk, är en traditionell fysikalisk måttenhet för effekt. I det internationella måttenhetssystemet "Système International d'Unités" (vanligtvis förkortad till SI) är enheten ersatt av watt. Enheten används dock fortfarande av tradition inom många områden, bland annat för att ange fordons motoreffekter.
Omkring 1783 införde James Watt begreppet hästkraft när han behövde beskriva hur många hästars arbete hans nya ångmaskiner kunde ersätta. Watts hästkraft var (och är) ungefär 50 % mer än han ansåg att man kunde begära av en arbetshäst i kontinuerligt arbete. Och det är ungefär 10 gånger mer än en människa orkar med. Effekten är mätt och beräknad på en häst i ett kontinuerligt arbete under ett långt arbetspass. Skillnaden på 50 hästkrafter och 60 är knappt någon skillnad sade James Watt; den är mångdubbelt mindre än den effekt en häst kan utveckla under en kort och intensiv ansträngning och kraftutveckling. Även en människa kan under någon eller några sekunder utveckla denna effekt.
En ”handgriplig” populärdefinition av hästkraft är den utvecklade effekten när 75 kg lyfts 1 m på 1 sekund. Exempel på när en hästkraft utvecklas är således när en person som väger 75 kg springer upp för en trappa och avverkar 1 meters höjdökning per sekund (vilket är väldigt mycket för en människa; rekordet att springa 320 meters höjdskillnad uppför trapporna i Empire State Building är 573 sekunder).

## Värden på enheten
|                | kW          | hk (äldre) | hk, PS     | hp horse- power |
| -------------- | ----------- | ---------- | ---------- | --------------- |
| kW             | 1           | 1,35915732 | 1,35962162 | 1,34102209      |
| hk (äldre)     | 0,73575000  | 1          | 1,00034160 | 0,98665700      |
| hk, PS         | 0,73549875  | 0,99965851 | 1          | 0,98632007      |
| hp, horsepower | 0,745699872 | 1,01352344 | 1,01386967 | 1               |

Den nu gällande enheten som används vid motoreffekt-normer anges i kilowatt.
- 1 hk = 0,73549875 kW
- 1 kW = 1,359621617 hk
- 1 hp = 0,745699872 kW

En hästkraft definieras traditionellt som 75 kilopondmeter per sekund (kpm/s), (det vill säga den effekt som krävs för att vid jordens yta lyfta 75 kilogram en meter rakt upp i luften på en sekund) där ett kilopond är 9,80665 newton, vilket ger att en hästkraft är 735,49875 watt.
I äldre texter har man definierat kilopond som 9,81 newton, vilket då gett en hästkraft på 735,75 watt.
I engelskspråkiga länder definieras horsepower (hp eller bhp) som 33 000 footpoundforce per minut (James Watts definition), eller ungefär 745,7 W. Det finns andra definitioner på hästkraft som använts, till exempel elektrisk hästkraft, exakt 746 W. Den används bland annat i USA, för elektriska motorer, men knappast i icke-engelskspråkiga länder där Watt används.
I Storbritannien, Frankrike med flera länder har det funnits något som kallats "skattehästkraft", vilket uträknades ur cylindervolym och användes för att beräkna bilskatten.

## Mätsätt

### Nominal horsepower
Nominal horsepower (nhp) (nominell hästkraft) beräknas med en tumregel från början av 1800-talet. Den används för att uppskatta ångmaskiners effekt.
nhp = 7 × kolvens område × motsvarande kolvhastighet/33 000
För hjulångare uppskattades kolvens hastighet till 129,7 × (slaglängden)1/3,35
För att den nominella hästkraften ska motsvara den faktiska effekten borde det genomsnittliga ångtrycket i cylindern under slaglängden vara 48 kPa (7 psi) och kolvhastigheten vara omkring 54-75 m/min.

### Indicated horsepower
Indicated horsepower (ihp) (indikerad hästkraft) är effekten inte mätt med en dynamometer utan beräknad utifrån motorns cylindertryck. Därvid tar man inte hänsyn till motorns friktionsförluster, varför ihp har ett högre värden än bhp. Ihp är den teoretiska kraften i en kolvmotor om den är helt friktionsfri i omvandlingen av den expanderande gasenergin (kolvtryck × förskjutning) i cylindrarna. Den beräknas från trycket som utvecklats i cylindrarna, mätt med en anordning som kallas motorindikator - därav indikerad hästkraft. När kolven går igenom sin slaglängd minskar generellt sett trycket mot kolven och indikatorn genererar vanligtvis en tryckgraf mot slaglängd inom cylinderns arbetsområde. Ur denna graf kan mängden arbete som utförts under kolvens slaglängd beräknas. Det var det värdet som normalt användes för ångmaskiner under 1800-talet men den är missvisande eftersom den faktiska effekten brukar vara 70% till 90% av den indikerade hästkraften. Måttenheten används ibland fortfarande av tradition beträffande fartygsångmaskiner.

### Brake horsepower
Brake horsepower (bhp) (bromsad hästkraft), där "brake" syftar på att motorn är "bromsad", effekten är alltså uppmätt med en dynamometer. Bhp är ett mått på en motors effekt innan förluster orsakade av växellåda, generator, differential, vattenpump och andra tillhörande komponenter såsom servopumpen och dämpat avgassystem, etc. Brake avser en anordning som används för att belasta en motor och hålla den vid ett önskat varvtal. Under testning mäts det utgående vridmomentet och rotationshastigheten för att bestämma brake horsepower. Hästkrafter mättes ursprungligen och beräknades med hjälp av indikatorn (en uppfinning av James Watt från sena 1700-talet) och senare med hjälp av en de Prony-broms kopplad till motorns utgående axel. På senare tid har en motordynamometer används i stället för en de Prony-broms. Även om resultatet som levereras till drivhjulen är mindre än det som kan uppnås på motorns vevaxel, ger en dynamometer en indikation på motorns effekt vid "verkliga värden" efter förluster i drivlinan och växellådan. Detta ger en korrekt indikation på hur en bilmotor presterar vid normal användning snarare än ideala icke-lastade förhållanden.

### British horsepower
British horsepower (bhp) (brittisk hästkraft) använder också förkortningen bhp (även om den vanliga användningen är brake horsepower) och definieras som 33 000 lb·ft/min. Beskrivningen av enheten "British horsepower" används när differentiering från "metric horsepower" krävs.

### Shaft horsepower
Shaft horsepower (shp) (axelhästkraft) är kraften som levereras till propelleraxlarna på ett ångfartyg (eller en som drivs med dieselmotorer eller kärnkraft), eller ett flygplan som drivs med en kolvmotor eller en gasturbinmotor. Det är den största möjliga nyttoeffekten som en maskin kan avge, det är med andra ord motoreffekten minus förluster i till exempel växlar och kopplingar.

## Framtida användning
Enligt det så kallade måttenhetsdirektivet (80/181/EEG) ska officiella mätningar och märkningar inom EU i princip göras i SI-enheter. Hästkraft (hk) finns inte med bland dessa enheter. Genom Europaparlamentets och rådets direktiv 2009/3/EG har dock användningen av vissa icke-SI-enheter, däribland hästkraft, fått fortsätta parallellt med SI-enheter på obestämd tid. I praktiken innebär det att motoreffekter fortfarande ofta anges i hästkrafter vid sidan av kilowatt, förutsatt att SI-enheten också anges. 
I Sverige regleras användningen av måttenheter i bland annat lag (1992:1514) och förordning (1993:1066) om måttenheter, mätningar och mätdon. Dessa föreskriver att SI-enheter ska användas vid handel och myndighetsutövning, men de gör samtidigt vissa undantag för enheter som får användas parallellt med SI. Därmed är det fortsatt lagligt att i Sverige ange en motors effekt i hästkrafter, så länge motsvarande uppgift i kilowatt också redovisas. 